# Академія повітряних сил (Португалія)
Академія повітряних сил (порт. Academia da Força Aérea) — військова академія повітряних сил у Португалії. Розташована у Сінтрі, поблизу Лісабона. Має статус державного університету. Один із трьох вищих військових навчальних закладів країни поряд з Військовою академією та Морською школою. Підпорядковується Міністерству науки, технології і вищої освіти. Заснована 1978 року. Здійснює підготовку офіцерів для Повітряних сил Португалії за спеціальностями: пілотування; навігація; управління авіацією; електротехніка; транспортна інженерія, аерокосмічна техніка; медицина; протиповітряна оборона; метеорологія тощо. Займається дослідженнями у військовій галузі. Абревіатура — AFA.